# Rohizna (rejon białocerkiewski)
Rohizna (ukr. Рогізна) – wieś na Ukrainie, w obwodzie kijowskim, w rejonie białocerkiewskim. W 2001 roku liczyła 563 mieszkańców.